# Potulice (Złotów)
Potulice (deutsch Pottlitz) ist ein Dorf in der Gmina (Landgemeinde) Lipka (Linde) im Powiat Złotowski (Flatower Kreis) der polnischen Woiwodschaft Großpolen.

## Geographische Lage
Das Dorf liegt im Netzedistrikt im ehemaligen Westpreußen, etwa 170 Kilometer östlich von Stettin, 17 Kilometer nordöstlich der Stadt Złotów (Flatow) und sieben Kilometer nördlich des Dorfs Zakrzewo.

## Geschichte

Pottlitz nordöstlich der Stadt Flatow auf einer Landkarte von 1806

Ältere Ortsbezeichnungen sind Pothulycz (1479) und Potulice. Die Ortschaft gehörte früher zum Güter-Komplex der Herrschaft Flatow.
Besitzerin der Flatower Güter war am Anfang des 17. Jahrhunderts die Familie Potulicki, die sich auf dem Vorwerk Flatow ein neues Schloss erbaute. 1619 besaß Johannes Potulicki die Herrschaft, 1642 wird Siegesmund Grudzinski und 1650 Andreas Carl Grudzinski als ihr Eigentümer genannt, 1688 Matthias Działiński und 1714 Joseph Działiński. Die Familie Działiński ließ die Flatower Güter 1772 von dem ehemaligen sächsischen Obristen Friedrich Wilhelm Freiherr von Mehling verwalten, der mit August II. nach Polen gekommen war, im Schloss zu Pottlitz wohnte und später als Generalpächter des Güter-Komplexes fungierte. Die Gebühr für eine Dreijahrespacht hatte für ihn 45.000 Taler betragen. 1783 war Grundherr der Güter der Kriegs- und Domänenrat von Fahrenheid zu Königsberg i. Pr. 1798 kaufte der Ritterschaftsrat von Gebhardt die Herrschaft Flatow. Am 1. Juli 1820 gingen die Flatower Güter in den Privatbesitz des preußischen Königshauses über. König Friedrich Wilhelm III. schenkte die Flatower Güter seinem dritten Sohn, dem Prinzen Carl von Preußen, von dem sie Prinz Friedrich Karl von Preußen, und von diesem, Prinz Friedrich Leopold von Preußen erbte.
Im Jahr 1896 war Prinz Friedrich Leopold von Preußen Eigentümer des Gutsbezirks Pottlitz, der ihn von dem Administrator Westphal verwalten ließ.
Am 1. April 1927 betrug die Flächengröße des Guts Pottlitz 1175 Hektar, und 1925 wohnten im Gutsbezirk 373 Personen.
Um 1930 war das Gemeindegebiet von Pottlitz 22,4 Quadratkilometer groß. Innerhalb der Gemeindegrenze standen insgesamt 64 bewohnte Wohnhäuser an sieben verschiedenen Wohnplätzen:
1. Forsthaus Pottlitz
2. Gut Pottlitz
3. Neu Pottlitz
4. Pottlitz
5. Vorwerk Baumgarten
6. Vorwerk Torfblotte
7. Ziegelei

Im Jahr 1945 gehörte das Dorf Pottlitz zum Landkreis Flatow, bis 1939 zum Regierungsbezirk Marienwerder, danach zum Regierungsbezirk Grenzmark Posen-Westpreußen der preußischen Provinz Pommern des Deutschen Reichs. Pottlitz war Sitz des Amtsbezirks Pottlitz.
Gegen Ende des Zweiten Weltkriegs wurde die Region im Frühjahr 1945 von der Roten Armee besetzt. Das Dorf Pottlitz wurde anschließend seitens der sowjetischen Besatzungsmacht der Volksrepublik Polen zur Verwaltung überlassen. Die einheimische Bevölkerung wurde in der darauf folgenden Zeit von der polnischen Administration aus Pottlitz vertrieben.

### Demographie
| Jahr | Einwohner | Anmerkungen                                                                                               |
| ---- | --------- | --- |
| 1766 | 216       | [ 9 ] |
| 1783 | –         | adliges Dorf und Vorwerk nebst einer katholischen Kirche, 24 Feuerstellen (Haushaltungen), in Westpreußen |
| 1818 | 303       | königliches Dorf                                                                                          |
| 1852 | 572       | Dorf, nach anderen Angaben 530 Einwohner                                                                  |
| 1864 | 582       | Dorf mit Gut (im Kommunalverbund miteinander), darunter 148 Evangelische und 303 Katholiken               |
| 1910 | 235       | am 1. Dezember, davon 102 Evangelische und 133 Katholiken; kein Einwohner mit polnischer Muttersprache    |
| 1925 | 609       | darunter 410 Evangelische und 199 Katholiken                                                              |
| 1933 | 516       | [ 15 ] |
| 1939 | 538       | [ 15 ] |

## Kirche
Die Protestanten der hier bis 1945 anwesenden Dorfbevölkerung gehörten zur evangelischen Pfarrei Königsdorf.

## Persönlichkeiten
- Margot von Heyden-Linden (* 1895 auf Gut Pottlitz; † 1975 in Wedel), Malerin